# Richard Hawkins
Richard Hawkins (conocido en español como Ricardo Achines/Aquines) (1562-Londres, 17 de abril de 1622) fue un navegante y corsario inglés. Fue hijo del pirata y corsario John Hawkins.

## Biografía
Miembro de la saga de piratas y corsarios ingleses iniciada por su abuelo el comerciante de esclavos William Hawkins, que comprende a su padre John Hawkins, y a su tío William Hawkins, a quien acompañó a las Antillas.
Dentro de las expediciones para el ataque a los intereses del Imperio español, durante un viaje a las costas del pacífico del virreinato del Perú, fue el primer corsario visitó las islas Galápagos (Ecuador), descubiertas en 1535, por fray Tomás de Berlanga. En 1586 durante la guerra de los Ochenta Años, participó como capitán de un galeón en la expedición británica de Drake contra los territorios españoles de América, que asedió y provocó destrozos en Santo Domingo, Cartagena de Indias y otras poblaciones costeras para el cobro de sus rescates por la Corona española. 
En 1588 participó en la batalla contra la Armada Invencible española al mando del Swallow. Además, en 1589, sirvió con su padre en el fallido intento de la Invencible Inglesa de capturar la flota de Indias frente a Portugal. 
En 1593 obtuvo de su padre el Dainty (La Linda), usado en sus ataques y asaltos en Hispanoamérica, con el propósito de continuar su lucrativa actividad como corsario al servicio de Isabel I o como pirata. Partiendo de Plymouth, hizo presas en la costa de Brasil, y tras cruzar el  estrecho de Magallanes alcanzó el 24 de abril de 1594 el puerto de Valparaíso, donde se apoderó de cuatro barcos que estaban en la rada, y de otro quinto que arribó desde Valdivia. Con España e Inglaterra en guerra y enterado del suceso, el Virrey del Perú García Hurtado de Mendoza IV Marqués de Cañete, armó una escuadra de cinco navíos, donde se embarcaron 500 hombres de guerra en tres navíos, que entregó al mando de D. Beltrán de Castro y de la Cueva, su cuñado. Muchos jóvenes distinguidos de Lima se alistaron en esta escuadra. La flota española, muy superior, le dio alcance en la bahía de San Mateo (Ecuador). Derrotado, Hawkins negoció su rendición con Beltrán de Castro a cambio de regresar a Inglaterra y abandonar sus incursiones contra España. Fue detenido por la Inquisición y sometido a juicio en la Real Audiencia de Lima. La Audiencia concluyó, según las Leyes de Indias, que el enemigo que viola la inmunidad de los mares, debía ser condenado a la pena ordinaria. En 1595, muerto su padre tras su fallida expedición, fue condenado a cárcel. Tras dos años en Lima, en 1597 continuó su pena cinco años más primero en Sevilla y luego en Madrid. Finalmente fue puesto en libertad y retornó a Inglaterra en 1602.
A su regreso fue recompensado por Isabel I, siendo nombrado caballero (1603), parlamentario por  Plymouth (1604) y vicealmirante de Devon (1621). En 1621 intervino bajo órdenes de sir Robert Mansell, en una flota enviada al Mediterráneo contra los corsarios argelinos.